# Flogging Molly
Flogging Molly est un groupe de punk celtique américain, originaire de Los Angeles, en Californie. Formé en 1997, il est composé de Dave King, Bob Schmidt, Matt Hensley, Nathen Maxwell, Dennis Casey, Bridget Regan et George Schwindt.

## Biographie

### Débuts
Dave King, fondateur du groupe, est né et a grandi en Irlande. Ses parents, musiciens, souhaitaient qu'il joue lui aussi de la musique traditionnelle irlandaise. Mais il est très vite attiré par le hard rock et le punk rock, en pleine expansion à cette époque. Il part pour les États-Unis dans les années 1980 et fait office de chanteur pour le groupe de heavy metal Fastway en compagnie de « Fast » Eddie Clarke, ex-guitariste de Motörhead. En 1989, il part pour Los Angeles, en Californie, afin de rejoindre le groupe Katmandu. C'est en 1997, au pub Molly Malone's qu'il rencontre quelques autres musiciens avec qui il forme Flogging Molly. D'après Dave King, le nom du groupe vient de la fusion du nom du pub où ils avaient pris l'habitude de jouer chaque lundi, le Molly Malone's, et de l'expression anglaise « flogging a dead horse » (littéralement : fouetter un cheval mort), signifiant « perdre son temps et faire des efforts vains pour accomplir quelque chose d'irréalisable ». Dave King écrit les paroles de ses chansons sur une machine à écrire de 1916, l'année où eut lieu l'insurrection de Pâques 1916 en Irlande.
Flogging Molly est avant tout un groupe de scène, célèbre pour son énergie débordante en concert. Leur premier album, Alive Behind the Green Door, originellement sorti en 1997 (et réédité en 2006 par SideOneDummy) est, symptomatiquement, un album live. Le groupe ne possède pas encore sa formation définitive, et autour de Dave, George et Bridget jouent Ted Hutt à la guitare, Toby McCallum à la mandoline et Jeff Peters à la basse. 

### Années 2000

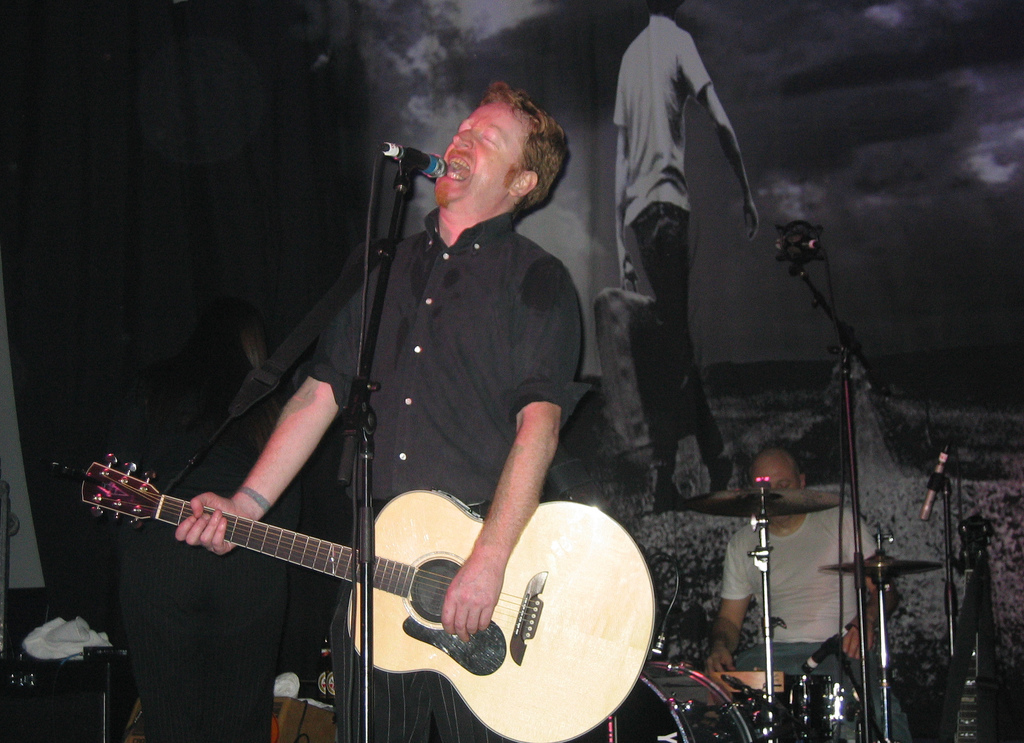
Dave King, chanteur du groupe.

Ce n'est que trois ans plus tard, en 2000 que Flogging Molly sortent leur premier album studio, Swagger, suivi en 2002 par Drunken Lullabies, puis en 2004 de Within a Mile of Home. La chanson If I Ever Leave This World Alive est utilisée dans l'épisode 8 Vengeance aveugle (Scar Tissue en VO) de la deuxième saison de The Shield (2003), dans l'épisode 5 Nostalgie Disco (Lude Awakening en VO) de la première saison de Weeds et dans le film P.S. I Love You. La chanson Drunken Lullabies est utilisée dans le jeu vidéo Tony Hawk's Pro Skater 4. La chanson To Youth (My Sweet Roisin Dubh), elle, est utilisée dans le jeu vidéo FIFA 2005. La chanson The Worst Day Since Yesterday est utilisée dans le film Mr. et Mrs. Smith sorti en 2005, ainsi que dans la série Stargate Universe Life, épisode 9 de la première saison.
Le 25 juillet 2006 sort Whiskey on a Sunday, un DVD documentaire accompagné d'un CD contenant une version studio inédite de Laura, quatre versions acoustiques et cinq versions live de chansons issues de leur discographie. En mars 2007, le groupe publie un EP exclusif sur iTunes, Complete Control Sessions. L'EP comprend deux nouvelles chansons, et des versions acoustiques des chansons précédentes. L'album suivant, intitulé Float, sur Sideonedummy Records, sort le 4 mars 2008. Il est précédé par un single 45 tours (7") qui sort début février. Float atteint la 4e place du Billboard 200. Float  atteint la 40e place. Leur album Drunken Lullabies sera certifié disque d'or par la RIAA en juin 2009.

### Années 2010

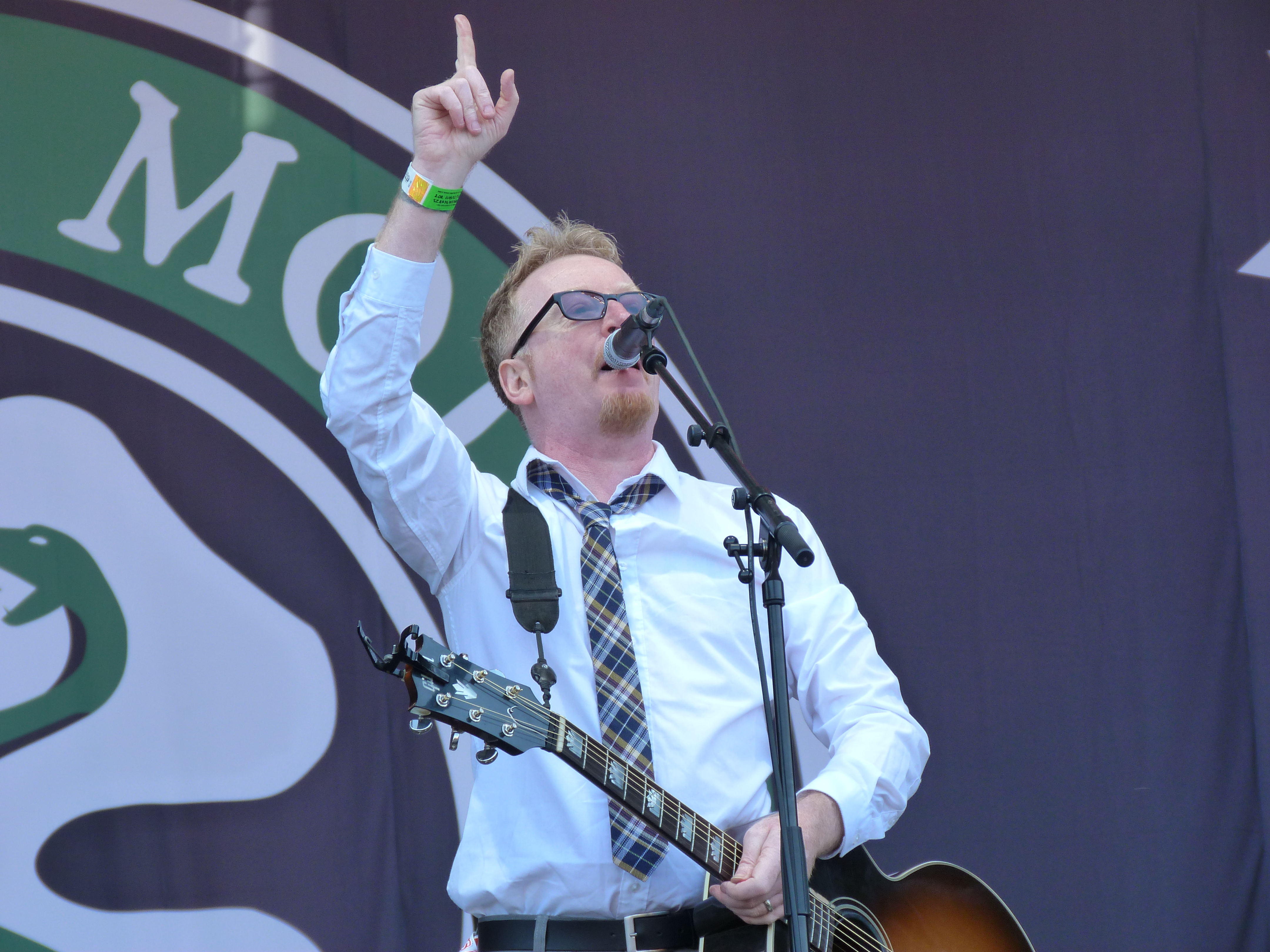
Dave King, en concert à Budapest en 2011.

Pendant leur tournée en soutien à Float, Dave et Bridget se marient lors d'une cérémonie privée à Tokyo, au Japon. Flogging Molly publie un coffret DVD/CD intitulé Live at the Greek Theater en mars 2010. Le coffret trois CD (double CD + DVD) retrace la performance de Flogging Molly au Greek Theatre le 12 septembre 2009. Le groupe participer à la première de l'émission Austin City Limits. Un nouvel album, Speed of Darkness, est publié en 2011.
Le 10 mars 2016, le groupe publie son premier single en cinq ans intitulé The Hand of John L. Sullivan, en hommage au boxeur américano-irlandais du même nom. Le nouvel album de Flogging Molly, Life is Good sera publié le 2 juin 2017 au label Vanguard Records. Enregistré à Dublin, en Irlande, Life is Good' est le premier album de Flogging Molly en six ans depuis la sortie de Speed of Darkness.

## Style musical et influences
Le plus souvent Flogging Molly est classé dans la catégorie punk celtique, non loin des Dropkick Murphys, ou encore apparenté au folk punk, cette dernière description étant peut-être plus correcte, car le punk celtique propose le plus souvent un son proche de la oi! ou du street punk, ce que ne fait pas Flogging Molly. Le style musical de Flogging Molly mélange les rythmes et l'agressivité du punk à des sonorités et des thèmes issus de la musique traditionnelle irlandaise, mais aussi de la folk américaine et d'autres musiques traditionnelles : cadienne sur Tobacco Island, orientale (comme sur Another Bag of Bricks) ou les airs pirates de Salty Dog.
L'influence des Pogues n'est pas un mystère, ni une surprise. Le style vocal et l'emploi du violon évoquent aussi parfois The Waterboys (If I Ever Leave this World Alive, etc.). Flogging Molly n'en demeure pas moins ancré dans la scène punk et a pris part à des compilations telles celles du Warped Tour ou bien Rock Against Bush.

## Récompenses
- 2017 : l'album Life is Good est élu 7e meilleur album de l'année par le site Folk-Metal.nl[7]

## Membres
- Dave King – chant, guitare acoustique
- Bridget Regan – violon, flûte irlandaise, uilleann pipes
- Dennis Casey – guitare électrique (2000-présent)
- Ted Hutt - guitare électrique (1997)
- John Donovan – guitare électrique (1998-2000)
- Matt Hensley – accordéon (1998-présent) (quitte quelques mois en 2007)
- Jeff Peters – basse (1997)
- Nathen Maxwell – basse, chant (sur Cruel Mistress et Queen Anne's Revenge) (1998-présent)
- Toby McCallum – mandoline (1997)
- Bob Schmidt – mandoline, banjo, bouzouki (1998-2018)
- Spencer Swain – mandoline, banjo, bouzouki (2019-présent)
- Mike Alonso – batterie (2015-présent)
- George Schwindt – batterie (1997-2014)
- PJ Smith – accordéon (2007)

## Discographie

### Albums studio
- 2000 : Swagger
- 2002 : Drunken Lullabies
- 2004 : Within a Mile of Home
- 2008 : Float
- 2011 : Speed of Darkness
- 2017 : Life is Good
- 2022 : Anthem

### Albums live
- 1997 : Alive Behind the Green Door
- 2006 : Whiskey on a Sunday
- 2010 : Live at the Greek Theatre

### EP
- 2007 : Complete Control Sessions (disponible uniquement en-ligne)

### Autres participations
- 2012 : Chimes of Freedom: Songs of Bob Dylan Honoring 50 Years of Amnesty International (reprise de The Times They Are a-Changin' de Bob Dylan)